# 埃莱奥诺拉·特里韦拉
埃莱奥诺拉·特里韦拉（義大利語：Eleonora Trivella，1990年1月30日—），意大利女子赛艇运动员。她曾代表意大利参加韩国忠州举行的2013年世界赛艇锦标赛，获得女子轻量级四人双桨铜牌。